# Queens Museum
Il Queens Museum, chiamato precedentemente Queens Museum of Art, è un museo d'arte e un centro educativo situato all'interno del Flushing Meadows – Corona Park, nel quartiere del Queens a New York negli Stati Uniti.
Fondato nel 1972, tra le sue mostre permanenti ha una riproduzione panoramica in scala della città di New York, originariamente costruito per il New York World's Fair 1964.
Il museo è ospitato all'interno del New York City Building, lo storico padiglione progettato dall'architetto Aymar Embury II per EXPO del 1939.